# Unternehmensfinanzierung
Als Unternehmensfinanzierung wird in der Betriebswirtschaftslehre die betriebliche Funktion der Finanzierung in Unternehmen verstanden. Im Bank- und Finanzwesen wird der Begriff verwendet, um das von Kreditinstituten mit den Nichtbank-Unternehmen betriebene Kreditgeschäft zu beschreiben.

## Allgemeines
Unternehmensfinanzierung kann erfolgen durch Eigen- und/oder Fremdfinanzierung. Dabei kann ein Unternehmen seinen Finanzierungsbedarf durch den Umsatzprozess teilweise selbst decken (Gewinnthesaurierung). Ein größerer Teil des Kapitalbedarfs wird durch andere Wirtschaftssubjekte außerhalb des Unternehmensprozesses gedeckt, das sind vor allem Gesellschafter (Beteiligungsfinanzierung, Kapitalerhöhung, Gesellschafterdarlehen) oder Kreditinstitute (Kreditfinanzierung, Sicherungsgeschäfte).
Die Unternehmensfinanzierung beruht auf der Finanzplanung eines Unternehmens. Im Rahmen der Unternehmensfinanzierung ist zu entscheiden, ob und wann Eigenkapital und Fremdkapital aufgenommen werden soll, in welcher Form Eigenkapital bereitzustellen ist, welche Laufzeiten beim Fremdkapital zu bevorzugen sind, ob Fremdkapital als Blankokredit nachgefragt oder mit Kreditsicherheiten besichert werden soll. Selbst die Prolongation von Bankkrediten oder die Entscheidung für eine Just-in-time-Produktion im Rahmen der Materialwirtschaft stellen eine Maßnahme der Unternehmensfinanzierung dar. Diese Aktionsparameter sind von den Reaktionsparametern der Gesellschafter (Renditeerwartungen) und Gläubiger (Kreditwürdigkeit des finanzierenden Unternehmens) und von Datenparametern wie dem herrschenden Zinsniveau abhängig. Der  Unternehmensfinanzierung stehen zur Durchführung ihrer Aufgaben verschiedene Finanzierungsarten, Finanzierungsinstrumente und Finanzierungsquellen zur Verfügung. Unternehmensfinanzierung setzt einen gegebenen Kapitalbedarf voraus.

## Aufgaben
Die Unternehmensfinanzierung übernimmt finanzwirtschaftliche Aufgaben. Zu den zentralen Aufgaben der Unternehmensfinanzierung gehören neben der jederzeitigen Sicherstellung der Liquidität die finanzielle Verwirklichung der Unternehmensziele, die Ermittlung des zukünftigen Finanzbedarfs sowie die Bestimmung von Art, Höhe und Zeitpunkt von Finanzierungsmaßnahmen durch möglichst kostengünstige Finanzierung. Die Unternehmensfinanzierung hat auch die Finanzrisiken zu überwachen. Die Liquiditätssicherung ist eine taktische Aufgabe, die übrigen Aufgaben sind eher strategischer Art.

## Finanzierungsquellen
Als Finanzierungsquellen kommen bei der Eigenfinanzierung das eigene Unternehmen (Gewinnthesaurierung, Bildung von Rückstellungen) oder die Gesellschafter in Frage, während die Fremdfinanzierung auf Geld-, Kapital- und Kreditmarkt zurückgreift. Es wird danach unterschieden, ob die Finanzierungsquelle im eigenen Unternehmen liegt (Innenfinanzierung) oder außerhalb (Außenfinanzierung). Während es sich bei Gewinnthesaurierung und der Bildung von Rückstellungen um Innenfinanzierung handelt, liegt Außenfinanzierung bei der Kapitalzuführung durch Gesellschafter oder beim Fremdkapital vor.
Die Verfügbarkeit der Finanzierungsquellen kann durch Engpässe begrenzt sein. Besitzt das Unternehmen keine Gewinnrücklagen und erwirtschaftet Verluste, kommt eine Gewinnthesaurierung nicht in Betracht. Die Verfügbarkeit der Außenfinanzierung ist eingeschränkt oder nicht vorhanden, wenn die Gesellschafter vermögenslos sind, der Kapitalmarkt wegen des schlechten Unternehmensratings nicht finanzierungswillig ist oder gar eine Kreditklemme vorliegt.

## Finanzierungsarten
Bei gegebenem Kapitalbedarf stehen der Unternehmensfinanzierung die Eigen- und Fremdfinanzierung zur Verfügung. Im Rahmen der Eigenfinanzierung kommen die Selbstfinanzierung durch Gewinnthesaurierung oder die Kapitalerhöhung durch Gesellschafter in Betracht, bei Fremdfinanzierung stehen neben den Gesellschaftern (Gesellschafterdarlehen) als größte Gläubigergruppen Kreditinstitute mit Bankkrediten und Lieferanten mit Lieferantenkrediten zur Verfügung. Da meistens eine Mischung zwischen Eigen- und Fremdfinanzierung sinnvoll ist, spielt die Frage der vertikalen Kapitalstruktur, also der optimalen Verschuldung, im Rahmen des Leverage-Effektes eine wesentliche Rolle.
Die Unternehmensfinanzierung lässt sich wie folgt einteilen:
| Unternehmensfinanzierung | Herkunft des Kapitals               | Arten                                                                                        |
| ------------------------ | ----------------------------------- | -------------------------------------------------------------------------------------------- |
| Innenfinanzierung        | Eigenfinanzierung Fremdfinanzierung | Selbstfinanzierung, Gewinnthesaurierung, Abschreibungsfinanzierung Rückstellungsfinanzierung |
| Außenfinanzierung        | Eigenfinanzierung Fremdfinanzierung | Beteiligungsfinanzierung Kreditfinanzierung, Gesellschafterdarlehen, Unternehmensanleihen    |

Bei Innen- und Außenfinanzierung wird jeweils zwischen Eigen- und Fremdfinanzierung unterschieden je nachdem, ob die Finanzmittel dauerhaft im Unternehmen verbleiben oder mit einer Rückzahlungspflicht an Gläubiger verbunden sind.

## Kapitalstruktur
Aufgrund der Differenz zwischen Eigenkapital- und Fremdkapitalkosten sinken zunächst durch die Aufnahme des günstigeren Fremdkapitals die Gesamtkapitalkosten. Der Leverage-Effekt besagt in diesem Zusammenhang, dass sich mit steigendem Verschuldungsgrad die Eigenkapitalrentabilität bei Unternehmen verbessert, solange der Fremdkapitalzins unter der Gesamtkapitalrentabilität liegt. Dieser positive Leverage-Effekt macht sich bis zur Erreichung des optimalen Verschuldungsgrads positiv bemerkbar; der optimale Verschuldungsgrad wird jedoch überschritten, wenn der Anstieg der Gesamtkapitalkosten den positiven Effekt der Fremdkapitalaufnahme übersteigt. Die optimale Kapitalstruktur ist aus Sicht der Finanzierungskosten erreicht, wenn quantitative und qualitative Finanzierungskosten ein Minimum bilden.
Financial leverage
Die „Hebelwirkung der Kapitalstruktur“ (englisch financial leverage) ist ein Effekt, bei dem – bei konstantem Gewinn – die Eigenkapitalrendite steigt, wenn ein Unternehmen zunehmend mit Fremdkapital finanziert wird. Durch höheren Einsatz von Fremdkapital steigt jedoch der Zinsaufwand, der möglicherweise nicht erwirtschaftet werden kann. Dies ist ein aus dem „financial leverage“ entstehendes Finanzierungsrisiko.
Finanzierungskosten wie der Zinsaufwand für Fremdkapital gelten als Fixkosten, da sie beschäftigungsunabhängig anfallen. Im „Financial leverage“ wirken sie daher insbesondere bei (fremd)kapitalintensiven Unternehmen als besonders belastend und erhöhen die Gewinnschwelle bei sich verringerndem Beschäftigungsgrad. Der Financial leverage beschreibt den Einfluss der Kapitalstruktur auf die Eigenkapitalrentabilität und drückt die Reagibilität der Nettogewinne (Bruttogewinn minus Zinsaufwand) auf eine Veränderung der Bruttogewinne aus:
{\displaystyle {\text{Financial leverage}}={\frac {{\text{Umsatzerlöse}}-{\text{variable Kosten}}-{\text{fixe Kosten}}}{{\text{Umsatzerlöse}}-{\text{variable Kosten}}-{\text{fixe Kosten}}-{\text{Zinsaufwand}}}}}

## Finanzierungsinstrumente
Neben den passiven Finanzierungsinstrumenten (Kapitaleinlagen, Darlehen, Anleihen, Gewinnrücklagen und Rückstellungen) gibt es noch aktive Finanzierungsinstrumente (Factoring, Forfaitierung, Verbriefung, Unitranche, Direct Lending, Finetrading, Sale-Lease-Back und Cross-Border-Leasing) und das bilanzneutrale Instrument des Leasing. Ihr Einsatz hängt von Fragen der Verfügbarkeit (kaufbereiter Anleihemarkt), der Existenz von entsprechenden Vermögenswerten (Forderungen beim Factoring, Sachanlagevermögen für Sale-Lease-Back) sowie von der Höhe der Finanzierungskosten ab. Aus Sicht der Finanzierungskosten ist diejenige Mischung verschiedener Finanzierungsinstrumente optimal, die die geringsten Finanzierungskosten auslöst.
Durch die verstärkten Eigenkapitalvorschriften für Kreditinstitute durch bspw. Basel III kommen immer wieder neue und weitere Finanzierungsinstrumente am europäischen Finanzierungsmarkt zum Vorschein.

## Theorie der Unternehmensfinanzierung
Eine umfassende normative Theorie der Unternehmensfinanzierung gibt es nicht, sondern nur einzelne Teilbereiche. Zentraler Gegenstand der Theorie der Unternehmensfinanzierung ist die Frage nach der optimalen Ausgestaltung unternehmerischer Finanzierungsmaßnahmen. Letztlich wird untersucht, ob der Unternehmenswert durch einzelne Finanzierungsentscheidungen beeinflussbar ist. In den älteren Theorien wurden die Eigen- und Fremdfinanzierung untersucht, aus deren Mischung eine Kapitalstruktur entsteht. Das nach Franco Modigliani und Merton Miller benannte Modigliani-Miller-Theorem wies 1958 nach, dass sowohl die Kapitalstruktur als auch die Dividendenpolitik eines Unternehmens auf einem vollkommenen Kapitalmarkt keinen Einfluss auf den Unternehmenswert und damit auch nicht auf die Kapitalkosten haben. Da aber in der Realität meist unvollkommene Kapitalmärkte vorherrschen, treffen die Thesen des Theorems nicht zu. Wegen Rating- und Finanzierungsrestriktionen wird Unternehmenswert dann auch durch das Insolvenzrisiko beeinflusst. Die Insolvenzwahrscheinlichkeit wirkt quasi wie eine negative Wachstumsrate der Erträge. Der Bedarf an Eigenkapital ist zudem neben der akzeptierten Insolvenzwahrscheinlichkeit vom Umfang der Ertragsrisiken (Gewinnvolatilität) abhängig (zur Berechnung des Eigenkapitalbedarf nutzt man die Risikoaggregation).
Wird nach der Rechtsstellung der Kapitalgeber unterschieden, so wird Eigen- und Fremdfinanzierung voneinander getrennt und die Frage nach dem optimalen Verschuldungsgrad untersucht. Bei der Fristigkeit des Fremdkapitals werden der optimale Mix zwischen kurzfristig revolvierender und langfristiger Finanzierung und das Risiko der Anschlussfinanzierung analysiert. Eine Minimierung der gewichteten durchschnittlichen Kapitalkosten (englisch Weighted Average Cost of Capital, WACC) führt zur optimalen Kapitalstruktur in einem vollkommenen Markt. In einem unvollkommenen Kapitalmarkt mit Rating- und Finanzierungsrestriktionen ist zunächst als Nebenbedingung sicherzustellen, dass bei der Finanzierung genug Eigenkapital zur Verfügung steht, um ein auch von den Gläubigern akzeptiertes Rating zu gewährleisten. Der Eigenkapitalbedarf und die Kapitalkosten sind abhängig vom Umfang der Risiken des Unternehmens (siehe Risikoanalyse). Der den Unternehmenswert maximierende optimale Verschuldungsgrad ist zudem abhängig vom Insolvenzrisiko das selbst wieder vom Verschuldungsgrad beeinflusst wird.
Um Finanzierungsrisiken zu minimieren, ist eine Diversifikation in mehrere Gläubiger (Klumpenrisiko) und nach mehreren Arten von Finanzierungstiteln vorzuziehen. Als Finanzierungsfunktionen werden die Mittelbeschaffungsfunktion, Transformationsfunktion (erste und zweite Art je nach Rationalität der Gläubiger), Kanalisierungsfunktion, Informationsübermittlungsfunktion und die Verhaltensbeeinflussungsfunktion (erste bis dritte Art) unterschieden.

## Unternehmensfinanzierung durch Kreditinstitute
Bieten Kreditinstitute auf dem Bankenmarkt speziell für Nichtbank-Unternehmen Finanzierungsinstrumente im Kreditgeschäft an, so wird im Bankjargon von Unternehmensfinanzierung gesprochen. Es handelt sich um einen Teil des Firmenkundengeschäfts, das den Unternehmen folgende Finanzierungsinstrumente anbietet:
| Produktgruppen                                  | Finanzprodukte |
| ----------------------------------------------- | --- |
| Bilanzstrukturmanagement/ Liquiditätsmanagement | Geldleihe: Investitionskredite, Cash Management, Kontokorrentkredite Factoring Forfaitierung Immobilienfinanzierungen Leasing Konsortialkredite Objektfinanzierungen Projektfinanzierungen Spezialfinanzierungen strukturierte Finanzierungen Kreditleihe: Avalkredite |
| Sicherungsgeschäfte                             | Zinsderivate: Caps und Floors, Constant Maturity Swaps, Total Return Swaps, Forward Rate Agreements, Swaptions, Captions, Floortions, Corridors, Zinsfutures, Zinsswaps, Zinsterminkontrakte                                                                           |
| Außenhandelsfinanzierungen                      | Geldleihe: Exportkredite, Importfinanzierungen Kreditleihe: Akkreditive, Rembourskredite |

Das Kreditgeschäft der Kreditinstitute umfasst Kredite an alle Wirtschaftssubjekte (Privathaushalte, Unternehmen, Staat, seine Gebietskörperschaften und öffentlichen Unternehmen), wobei die Unternehmensfinanzierung ausschließlich auf Unternehmen des Nichtbankensektors zugeschnitten ist. Einen wichtigen Bestandteil der Unternehmensfinanzierung bilden im Bilanzstrukturmanagement die Fremdfinanzierungen durch Kreditinstitute, im Liquiditätsmanagement die Umsatzfinanzierungen. Da mit den zinstragenden Finanzprodukten ein Zinsänderungsrisiko verbunden sein kann, bieten Banken auch entsprechende Sicherungsgeschäfte an. Ein Teil der Fachliteratur rechnet diese Sicherungsgeschäfte zum Corporate Finance. Da sie aber Zinsaufwand oder Zinsertrag auslösen, gehören sie zum Zinsgeschäft, was dafür spricht, dass sie einen Teil der Unternehmensfinanzierung darstellen. Das Kreditgeschäft macht den Hauptanteil am Zinsgeschäft der Kreditinstitute aus.

## Abgrenzung
Unternehmensfinanzierung und Corporate Finance sind keine Synonyme, weil der Begriffsinhalt von Corporate Finance weit über den der Unternehmensfinanzierung hinausgeht. Der deutschsprachige Anglizismus Corporate Finance hat sich in den 1980er Jahren in der Kreditwirtschaft im Zusammenhang mit kapitalmarktorientierten Finanzprodukten der Kreditinstitute eingebürgert. Dieser Geschäftsbereich grenzt sich vom Corporate Finance dadurch ab, das letzteres den Banken eine kapitalmarktorientierte Rolle als Finanzintermediär zuweist, wobei überwiegend auf Bankgebühren beruhendes Indifferenzgeschäft betrieben wird.